# محمد ترمذی
ابو عیسی محمد بن عیسی السلامی حَریر البوغی ترمذی معروف به امام ترمذی فقیه و محدث ایرانی اهل ترمذ در خراسان (ازبکستان کنونی) بود. کتاب الجامع الصحیح (معروف به جامع ترمذی)، یکی از شش مجموعهٔ بزرگ حدیث، اثر اوست. او همچنین الشمائل المحمدية (معروف به شمایل ترمذی)، مجموعه‌ای از احادیث مربوط به شخص و شخصیت محمد را نوشته‌است. ترمذی همچنین در دستور زبان عربی تسلط داشت.

## زندگی‌نامه

### نام و نسب
نام ترمذی (اسم) «محمد» و کنیهٔ او «ابوعیسی» (پدر عیسی) بود. شجره نامهٔ او نامشخص است. نسب او را به گونه‌های مختلف آورده‌اند:
محمد بن عیسی بن صوره (محمد بن عیسی بن سوره)
محمد بن عیسی بن صوره بن موسی بن أححاک (محمد بن عیسی بن سوره بن موسی بن الضحاک)
محمد بن عیسی بن صورة بن شداد (محمد بن عیسی بن سوره بن شداد)
محمد بن عیسی بن صورة بن شداد بن أححاک (محمد بن عیسی بن سورة بن شداد بن الضحاک)
محمد بن عیسی بن صورة بن شداد بن عیسی (محمد بن عیسی بن سوره بن شداد بن عیسی)
محمد بن عیسی بن یزید بن صورة بن السکان (محمد بن عیسی بن یزید بن سوره بن السکن)
محمد بن عیسی بن سهل (محمد بن عیسی بن سهل)
محمد بن عیسی بن سهل بن صوره (محمد بن عیسی بن سورة)
او را با لقب «الدریر» (نابینا) نیز می‌شناختند. گفته‌اند که او نابینا به دنیا آمده‌است، ولی اکثر علما بر این امر اتفاق نظر دارند که او در اواخر عمر نابینا شده‌است.
پدربزرگ ترمذی اصالتاً اهل مرو بود، اما به ترمذ نقل مکان کرد.

## تولد
محمد بن عیسی ترمذی در زمان خلیفه عباسی مأمون به دنیا آمد. سال تولد او را ۲۰۹ هجری قمری (۸۲۴/۸۲۵) گزارش کرده‌اند. ذهبی تنها بیان می‌کند که ترمذی در نزدیکی سال ۲۱۰ هجری قمری (۸۲۵/۸۲۶) به دنیا آمد، بنابراین برخی منابع سال تولد او را ۲۱۰ هجری قمری ذکر کرده‌اند. برخی منابع نشان می‌دهند که او در مکه به دنیا آمد (صدیقی می‌گوید در سال ۲۰۶ هجری قمری (۸۲۱/۸۲۲) در مکه به دنیا آمد) و برخی دیگر می‌گویند او در ترمذ در سال ۲۰۸ متولد شد. نظر قویتر این است که او در ترمذ به دنیا آمد. به‌ویژه، او در یکی از حومه‌های آن، روستای بوغ به دنیا آمد (از این رو نصبات «ترمذی» و «البوغی»).

## مطالعات حدیثی
سفر کرد و به خراسان و عراق و حجاز رفت، و در این باره حدیث نقل شده‌است از: 
* قتیبة بن سعید
- إسحاق بن راهویه
- محمد بن عمرو السواق البلخی
- محمود بن غیلان
- إسماعیل بن موسی الفزاری
- أحمد بن منیع
- أبو مصعب الزهر
- بشر بن معاذ العقدی
- الحسن بن أحمد بن أبی شعیب
- أبو عمار الحسین بن حریث
- المعمر عبدالله بن معاویة الجمحی
- عبد الجبار بن العلاء
- أبو کریب
- علی بن حجر
- علی بن سعید بن مسروق الکندی
- عمرو بن علی الفلاس
- عمران بن موسی القزاز
- محمد بن أبان المستملی
- محمد بن حمید الرازی
- محمد بن عبد الأعلی
- محمد بن رافع
- محمد بن عبد العزیز بن أبی رزمة
- محمد بن عبد الملک بن أبی الشوارب
- محمد بن یحیی العدنی
- نصر بن علی
- هارون الحمال
- هناد بن السری
- الولید بن شجاع
- یحیی بن أکثم
- یحیی بن حبیب بن عربی
- یحیی بن درست البصری
- یحیی بن طلحة الیربوعی
- یوسف بن حماد المعنی
- إسحاق بن موسی الخطمی
- إبراهیم بن عبدالله الهروی
- سوید بن نصر المروزی

قدیمی‌ترین حدیث او حدیث مالک و حمدین و لیث و قیس بن الربیع است و تا آنجا نازل شده که بیشتر بر بخاری و صحابه است. از هشام بن عما؛ دربارهٔ این روایت شده‌است: 
* أبو بکر أحمد بن إسماعیل السمرقندی
- أبو حامد أحمد بن عبدالله بن داود المروزی
- أحمد بن علی بن حسنویه المقرئ
- أحمد بن یوسف النسفی
- أسد بن حمدویه النسفی
- الحسین بن یوسف الفربری
- حماد بن شکر الوراق
- داود بن نصر بن سهیل البزدوی
- الربیع بن حیان الباهلی
- عبدالله بن نصر أخو البزدوی
- عبد بن محمد بن محمود النسفی
- علی بن عمر بن کلثوم السمرقندی
- الفضل بن عمار الصرام
- أبو العباس محمد بن أحمد بن محبوب، راوی الجامع
- أبو جعفر محمد بن أحمد النسفی
- أبو جعفر محمد بن سفیان بن النضر النسفی الأمین
- محمد بن محمد بن یحیی الهروی القراب
- محمد بن محمود بن عنبر النسفی
- محمد بن مکی بن نوح النسفی
- مسبح بن أبی موسی الکاجری
- مکحول بن الفضل النسفی
- مکی بن نوح
- نصر بن محمد بن سبرة
- الهیثم بن کلیب الشاشی

#### سنن ترمذی
سنن ترمذی یا جامع ترمذی مشهورترین کتب ترمذی است و در میان کتب حدیثی جایگاهی بسزا دارد و شامل کتب حدیثی است. این کتاب به فارسی ترجمه شده‌است.

#### الشمائل المحمدیة
یکی از کتب سیره است که ترمذی در آن به شرح و وصف محاسن و اخلاق و آداب محمد پرداخته و آن را در ۵۵ باب تقسیم کرده‌است. حاوی ۳۹۷ حدیث است. چندین‌بار توسط چندین مترجم مختلف نشر شده‌است.

#### علل الترمذی الکبیر
مجموعه احادیث متعددی است که ترمذی با سندهای خود نقل کرده‌است، سپس با قضاوت در مورد هر حدیث یا به قول خود یا سخنان شیوخ خود که ذکر می‌کند، آن‌ها را دنبال می‌کند. امام بخاری بیشترین سهم را در داوری این احادیث داشته و متون این کتاب بالغ بر ۴۸۴ متن مسندی بوده‌است. -ترمذی الکبیر.

#### العلل الصغیر
کتابی است ملحق به سنن ترمذی که در آن احادیث استدلال شده بر ترتیب ابواب فقهی را جمع‌آوری کرده و دلیل هر حدیث را نشان می‌دهد.

### کتاب‌های دیگر
او چندین کتاب دیگر دارد که برخی از آن‌ها مفقود است:
زهد
کتاب تفسیر
کتاب تاریخ
کتاب اسماء و لقب

## درگذشت
ترمذی در شب دوشنبه (۱۳ رجب ۲۷۹ ه‍.ق = ۸۹۲ م) در شهر ترمذ در سن هفتاد سالگی درگذشت.